# Melvil Dewey
 (juin 2025).
La mise en forme du texte ne suit pas les recommandations de Wikipédia : il faut le « wikifier ».
Les points d'amélioration suivants sont les cas les plus fréquents. Le détail des points à revoir est peut-être précisé sur la page de discussion.
- Les titres sont pré-formatés par le logiciel. Ils ne sont ni en capitales, ni en gras.
- Le texte ne doit pas être écrit en capitales (les noms de famille non plus), ni en gras, ni en italique, ni en « petit »…
- Le gras n'est utilisé que pour surligner le titre de l'article dans l'introduction, une seule fois.
- L'italique est rarement utilisé : mots en langue étrangère, titres d'œuvres, noms de bateaux, etc.
- Les citations ne sont pas en italique mais en corps de texte normal. Elles sont entourées par des guillemets français : « et ».
- Les listes à puces sont à éviter, des paragraphes rédigés étant largement préférés. Les tableaux sont à réserver à la présentation de données structurées (résultats, etc.).
- Les appels de note de bas de page (petits chiffres en exposant, introduits par l'outil «  Source ») sont à placer entre la fin de phrase et le point final[comme ça].
- Les liens internes (vers d'autres articles de Wikipédia) sont à choisir avec parcimonie. Créez des liens vers des articles approfondissant le sujet. Les termes génériques sans rapport avec le sujet sont à éviter, ainsi que les répétitions de liens vers un même terme.
- Les liens externes sont à placer uniquement dans une section « Liens externes », à la fin de l'article. Ces liens sont à choisir avec parcimonie suivant les règles définies. Si un lien sert de source à l'article, son insertion dans le texte est à faire par les notes de bas de page.
- La présentation des références doit suivre les conventions bibliographiques. Il est recommandé d'utiliser les modèles {{Ouvrage}}, {{Chapitre}}, {{Article}}, {{Lien web}} et/ou {{Bibliographie}}. Le mode d'édition visuel peut mettre en forme automatiquement les références.
- Insérer une infobox (cadre d'informations à droite) n'est pas obligatoire pour parachever la mise en page.

Pour une aide détaillée, merci de consulter Aide:Wikification.
Si vous pensez que ces points ont été résolus, vous pouvez retirer ce bandeau et améliorer la mise en forme d'un autre article.
Ne doit pas être confondu avec Charles Melville Dewey.
Pour les articles homonymes, voir Dewey.
Melvil Dewey (Melville Louis Kossuth Dewey) est né le 10 décembre 1851 à Adams Center, dans l'État de New York et mort d'un accident vasculaire cérébral le 26 décembre 1931 à l'âge de 80 ans, à Lake Placid, en Floride. Originaire d'une famille modeste, il est le dernier des cinq enfants de Joel et Eliza Greene Dewey. Il était bibliothécaire et a écrit un système de classement des livres qui porte son nom : la classification décimale de Dewey.

## Création de la classification décimale
Melvil Dewey a suivi ses études, entre 1870 et 1877, au Amherst College, dans le Massachusetts. En 1874, après son premier diplôme, il est embauché en tant qu'assistant bibliothécaire de son collège, avec pour mission de revoir le classement des collections. C’est à ce moment qu’il décide de mettre en place une classification pour la bibliothèque d’Amherst. Le système alors en place au collège Amherst manque de souplesse et ne permet pas l’intégration de nouveaux contenus.  
En 1876, il publie Classification and Subject Index for Cataloguing and Arranging the Books and Pamphlets of a Library. Il explique qu’il a examiné les différents systèmes déjà existants, il a visité des bibliothèques américaines pour étudier leur plan de classement. Il reprend des classifications des connaissances réalisées par des savants et philosophes dans les siècles passés et les adapte à ses idéologies au fonds documentaire de la bibliothèque d’Amherst College. Melvil Dewey fut introduit au concept de classification décimale par un pamphlet de Nathaniel Shurtleff publié en 1856. Il superposa cette idée au système établie par William Torey Harris, un système lui-même basé sur l’articulation de la connaissance proposée par Sir Francis Bacon quelques siècles plus tôt. 
Malgré tout, les origines exactes du système Dewey demeurent nébuleuses, en partie grâce aux morceaux d’informations parfois contradictoires que son créateur a parsemés de son vivant. Kurt. F. Leidecker soulève en 1945 la contribution non reconnue du système de William Torrey Harris à l’œuvre de Dewey. En effet, il soutient que ce dernier s’est fortement inspiré du bibliothécaire et de son système qu’il avait synthétisés dans un article publié en 1870. Dewey aurait correspondu avec Harris, au printemps 1873, afin d’obtenir des clarifications sur son système alors qu’il était en pleine élaboration de celui d’Amherst. 
Il met tout de suite en place un vocabulaire spécifique : classes, divisions, sections ; ainsi que l’utilisation du 0 pour les généralités. À l’origine, Dewey proposait d’ajouter une indication de taille (size number) si le livre était plus grand que la moyenne, qui était de 25 centimètres. Pour différencier les différents documents d’une même classe, il conseillait également d’ajouter à la cote un numéro d’ordre (book number). Ces pratiques ont été oubliées avec le temps[réf. nécessaire].

## Son œuvre pour les bibliothécaires
Pour que les bibliothécaires puissent mettre en place sa classification dans leurs locaux, Dewey fonde, en 1876, Library Bureau qui propose toutes les fournitures nécessaires, des étagères, jusqu’aux étiquettes, en passant par les meubles et les fiches des catalogues. L’entreprise a été plusieurs fois rachetée. Aujourd’hui, Library bureau steel continue la vente d’étagères pour les bibliothèques.
Diplômé, Dewey part vivre à Boston, en 1877. Il fonde The Library Journal (en), qui devient un agent influent pour le développement des bibliothèques en Amérique du Nord, notamment en donnant des conseils et des normes concernant les bibliothèques. Dewey publie sa classification dans ce périodique, afin de la faire connaître aux plus grand nombre de bibliothécaires américains. De nombreux professionnels participent à cette publication. 
Les ramifications du système de Classification Dewey ne se limitent pas aux développements de la bibliothéconomie.  Ce système fut également utilisé pour légitimer d’autres disciplines professionnelles naissantes. En effet, la fin du XIXe siècle correspond à une période de professionnalisation pour nombreuses sciences sociales comme l’économie, la psychologie, l’anthropologie, la science politique, avec la fondation d’associations nationales et la recherche de reconnaissance en tant que discipline académique.Toutefois, ce lien entre légitimité et sciences sociales n’est pas limité au système de classification. L’implication du couple Dewey dans le développement des sciences domestiques est assez méconnue, malgré l’organisation de conférence annuelle au Lake Placid Club de 1899 à 1908. Le but de ces conférences était de définir la jeune discipline et d’encourager son enseignement à tous les niveaux de scolarité. Afin de définir la discipline, ses objectifs, sa vision et sa portée, les participants tentèrent de la situer au sein du système de classification Dewey. Ils proposèrent de diviser les aspects pratiques de ses éléments plus théoriques. En effet, ils considérèrent que les éléments sociologiques de la discipline méritaient d’être relocalisés dans la catégorie appropriée, lui accordant un certain prestige. Cependant, ils firent face à la rigidité de Dewey face à son propre système, refusant la multiplication de sous-division nuisant à l’universalité de son projet.    
Avec son ami et collègue Charles Ammi Cutter, il participe aux débuts de l'American Library Association (ALA), dont il est élu secrétaire, puis président en 1890 et en 1892.
En 1883, il devient bibliothécaire du Columbia College et fonde peu après l'école de bibliothéconomie de Columbia, qui est la plus ancienne institution de formation de bibliothécaires au monde. L'école ouvre officiellement le 5 janvier 1887, avec 20 étudiants : 3 hommes et 17 femmes. Celles-ci furent acceptées sur l’insistance de Dewey et contre l’avis des recteurs du collège. Malgré des débuts prometteurs, l’école déménage à Albany en 1890 et devient la New York State Library School. D'ailleurs, le sujet d’une de ses lectures était “Best Book-Numbers for the New York State Library”  . De 1888 à 1906, Melvil Dewey dirige la New York State Library School et, de 1888 à 1900, il est également le secrétaire de l'université de l'État de New York.
En 1892, Melvil Dewey proposa un modèle pour des bibliothèques itinérantes américaines. Il s’inspira des tentatives britanniques, australiennes en la matière ainsi que de précédents essais aux États-Unis. En effet, les origines de cette pratique aux États-Unis peuvent être retracées jusqu’au XVIIe siècle avec les efforts de Thomas Bray et de ses « lending libraries », des bibliothèques sous la forme de boîte pouvant être transportée de paroisse en paroisse. Au XIX ième siècle, l’intérêt pour les bibliothèques itinérantes refit surface à la suite de la guerre civile américaine. Dewey allia ces précédentes itérations de la bibliothèque itinérante à l’esprit missionnaire des colons américains ayant transporté des ruches d’abeilles jusqu’en Californie ou de ceux ayant conduit des chapelles mobiles jusqu’au cœur des régions les plus éloignées des États-Unis. 
La proposition de Dewey fut un franc succès auprès du mouvement réformiste américain et des clubs féminins. Malgré les efforts de ces dernières, plusieurs régions rurales demeuraient sans accès à une bibliothèque. Elles avaient déjà créé des collections communautaires, militent pour des lois en faveur des bibliothèques, participent en tant que bibliothécaires bénévoles.Elles accueillirent favorablement la proposition de Dewey.  Pour les membres du mouvement réformiste, cette initiative semblait être un vecteur efficace pour inculquer des principes moraux et les bonnes valeurs citoyennes, particulièrement aux enfants.  Mais pour ce faire, l’accès aux livres était autant essentiel qu’ardu. Ces bibliothèques étaient donc perçues comme un excellent moyen d’américaniser les immigrants tout en offrant un accès aux livres aux fermiers et communautés rurales.   
Les bibliothèques itinérantes pouvaient desservir les communautés rurales dans des régions reculées des États-Unis, comme les vallées montagneuses et peu peuplées de l’Oregon et de l’État de Washington. Ces régions n’ayant soit pas la population ou les fonds nécessaires pour soutenir une bibliothèque permanente. Plusieurs états dépendaient donc de ces bibliothèques itinéraires tant et aussi longtemps qu’il demeurait plus économique et commode d’amener les livres aux lecteurs et que les lecteurs aux livres.  Elles furent remplacées lors des années 1920 par le système des bibliothèques de comtés et les « book wagons ».
En 1893, ses théories pour une "bibliothèque modèle" furent présentée lors de l’exposition universelle de Chicago, et connurent un grand succès. Publié sous la forme de guide, ces théories eurent un impact incommensurable sur le développement des bibliothèques américaines.

## Spelling Reform Association
Melvil Dewey fut aussi l'un des promoteurs de la réforme de l'orthographe anglaise :
- il propose que l'on écrive son nom Melvil Dui[1] au lieu de Melville Louis Kossuth Dewey. L'administration américaine a refusé la modification de son nom ;
- dans son domaine professionnel, il impose l'orthographe américaine catalog au lieu de l'orthographe anglaise traditionnelle catalogue.

## Les monts Adirondacks
Melvil Dewey découvre les monts Adirondacks, dans l’État de New York. En 1894 il y fonde le Lake Placid Club, un centre de culture et de repos pour des enseignants, des bibliothécaires, et autres américains du milieu cultivé. En 1906, il aménage des maisons chauffées pour que son club puisse être actif toute l’année et organise des activités hivernales, comme le ski, la luge ou encore le curling. 
À côté de son club il ouvre les Forest Press où sont préparées et imprimées les différentes éditions de sa classification. La onzième édition est la première à porter la marque des Forest Press. Elles s’arrêtent en 1999, après avoir été rachetées par l’OCLC. Les éditions sont toujours suivies par le DDC Editorial Policy Committee, créé en 1937 et désormais installé à la bibliothèque du Congrès, à Washington. 
Enfin, Dewey organise un festival de musique, dans les monts Adirondacks, et y développe les sports d’hiver. Il faisait également partie, avec son fils Godfrey, du Comité d’organisation des Jeux olympiques de 1932.

## Controverses

### Harcèlement sexuel
Dans sa biographie de Melvil Dewey, Wayne A. Wiegand met en lumière les « vieilles habitudes [de Dewey] — telles que sa persistante inaptitude à se contrôler autour des femmes », les définissant comme une cause constante de trouble dans son milieu de travail. Pendant des décennies, Dewey a commis des gestes tels que « des accolades, des attouchements et des baisers non consentis » avec des femmes lui étant subordonnées, selon Wiegand. Quand Dewey a ouvert son École de bibliothéconomie à l’université Columbia aux femmes, la rumeur circulait qu’il demandait à ces dernières de fournir des informations sur la taille de leur poitrine dans le formulaire de candidature. Bien que cette rumeur se fût avérée infondée, Dewey a néanmoins réellement exigé une photographie de chaque nouvelle candidate féminine, affirmant qu’on « ne peut polir une citrouille. » En 1905, durant un voyage de dix jours en Alaska financé par l’American Library Association (ALA), un groupe qu’il a co-fondé, il a fait des avances inappropriées à quatre éminentes bibliothécaires qui en ont informé les responsables de l'ALA. Après ces accusations, Dewey s’est vu défait de son titre de participant actif dans l'ALA. Les rapports, allégations et enquêtes sur les comportements inappropriés et agressions de Dewey envers les femmes ont continué pendant des décennies après son départ de l'ALA,,. En 1930, il a versé 2 000 $ pour régler la poursuite d’une ancienne secrétaire pour des allégations de harcèlement sexuel.

### Antisémitisme et racisme
Bien qu’ils soient bien documentés, l’antisémitisme et le racisme de Melvil Dewey ont longtemps été ignorés par les historiens. Une politique écrite par Dewey lui-même empêchait les Juifs, les Noirs de même que les personnes issues d’autres groupes socialement stigmatisés de devenir membres du Lake Placid Club. Le 18 janvier 1905, sous l’impulsion de l’avocat Louis Marshall, une pétition est présentée au Conseil des régents de l’université de l’État de New York pour dénoncer ces pratiques antisémites. Rendues publiques, les informations contenues dans la pétition ont été largement commentées par les journaux de New York.
Durant les neuf mois au cours desquels cette histoire a été couverte par diverses publications, plusieurs bibliothécaires à travers tout le pays se sont portés à la défense de leur collègue. Aucun n’a dénoncé publiquement l’antisémitisme du « père des bibliothèques modernes »,. Au terme de longues délibérations, le Conseil des régents a décidé de ne pas destituer Dewey, mais lui a tout de même adressé publiquement des reproches, ce qui l’a mené à démissionner de ses fonctions à titre de bibliothécaire d’État le 1er janvier 1906.

### Conséquences
En 2019, l'American Library Association qu'il avait contribué à fonder et qui décernait chaque année depuis 1953 une « médaille Melvil-Dewey » à un représentant de la profession, décide de renommer cette récompense en raison des différentes controverses entourant le personnage.